# William Winn Hay
William Winn Hay (* 12. Oktober 1934 in Dallas; † 27. Oktober 2022) war ein US-amerikanischer Geologe und Hochschullehrer.

## Werdegang
Hay studierte an der Southern Methodist University mit dem Bachelorabschluss 1955 und an der University of Illinois at Urbana-Champaign mit dem Masterabschluss 1958. Er studierte auch an der Ludwig-Maximilians-Universität München und der Universität Zürich und war als Post-Doktorand ein Jahr an der Universität Basel. Er wurde 1960 an der Stanford University promoviert und war danach Assistant Professor und später Professor an der University of Illinois, was er bis 1973 blieb. Seine Dissertation trug den Titel A Study of the Velasco Formation of Northeastern Mexico. 1968 wurde er Professor für marine Geologie und Geophysik an der University of Miami (Rosenstiel School of Marine and Atmospheric Science, RSMS, deren Dekan er 1976 bis 1980 war) und ab 1982 Professor an der University of Colorado (wobei er Adjunct Professor an der Rosenstiel School blieb). 1982 bis 1987 war er dort auch Direktor des Universitäts-Museums. 1998 emeritierte er in Colorado. Ab 1999 war er Professor am GEOMAR, wo er schon ab 1990 regelmäßig Gastprofessor war. 2002 ging er beim Geomar in den Ruhestand und lebte in Estes Park in Colorado.
Er war an verschiedenen Ozean-Tiefbohrprojekten beteiligt und in mehreren JOIDES (Joint Oceanographic Institutions for Deep Earth Sampling) Komitees. 1979 bis 1982 war er Präsident der Joint Oceanographic Institutions in Washington D. C., die für die JOIDES Programme zuständig ist.
1993 war er Donder-Gastprofessor an der Universität Utrecht und 1993 und 1996 am Institut für Ostseeforschung in Warnemünde sowie 1996 Gastprofessor an der Universität Greifswald. 1995 und 2010 war er Gastprofessor am Paläontologischen Institut der Universität Wien. Ab 1972 war er Ehren-Fellow des University College London.
Er befasste sich mit Paläoklimatologie und Paläozeanographie, Taxonomie und Biostratographie von kalkbildenden Nanofossilien und sedimentärer Massenbilanz.
Er war Mitglied der Leopoldina und erhielt 1976 die Leopold-von-Buch-Plakette. 1991 erhielt er den Humboldt-Forschungspreis.
1987/88 war er Präsident der Society of Economic Palaeontologists and Mineralogists.

## Schriften
- Experimenting on a Small Planet: A Scholarly Entertainment, Springer Verlag 2012 (über Klimawandel und Paläoklimatologie)
- als Herausgeber: Studies in paleo-oceanography: based on a symposium sponsored by the Society of Economic Paleontologists and Mineralogists, Tulsa, Oklahoma 1974
- The use of the electron microscope in the study of fossils, 1964
- Herausgeber mit William Ryan, Manik Talwani Deep drilling results in the Atlantic Ocean: continental margins and paleoenvironment, 2. Maurice Ewing Symposium 1978, American Geophysical Union 1979
- Beiträge in Enriqueta Barreira, Claudia Johnson (Hrsg.) Evolution of the Cretaceous Ocean-Climate System, Geological Society of America Special Paper 332, 1999, z. B. Hays u. a. Alternative global cretaceous paleogeography